# Alberto Suppici
Alberto Horacio Suppici, född 20 november 1898, död 21 juni 1981, var en uruguayansk fotbollsspelare och tränare. Suppici deltog i Uruguays vinst i världsmästerskapet i fotboll 1930, som förbundskapten.

### Fotnoter
1. ↑  http://www.fifa.com/worldcup/archive/edition=1/teams/team=43930.html Arkiverad 10 december 2013 hämtat från the Wayback Machine.